# العلاقات الأنغولية المالديفية
العلاقات الأنغولية المالديفية هي العلاقات الثنائية التي تجمع بين أنغولا والمالديف.

## مقارنة بين البلدين
هذه مقارنة عامة ومرجعية للدولتين:
| وجه المقارنة                                              | أنغولا           | [[تصنيف:صفحات تستخدم رمز علم غير موجود\|]] المالديف |
| --------------------------------------------------------- | ---------------- | --------------------------------------------------- |
| المساحة (كم2)                                             | 1.25 مليون       | 298                                                 |
| عدد السكان (نسمة)                                         | 29.78 مليون      | 436.33 ألف                                          |
| الكثافة السكانية (ن./كم²)                                 | 23.82            | 146.42 ألف                                          |
| العاصمة                                                   | لواندا           | ماليه                                               |
| اللغة الرسمية                                             | اللغة البرتغالية | اللغة الديفهي                                       |
| العملة                                                    | كوانزا أنغولي    | روفيه مالديفية                                      |
| الناتج المحلي الإجمالي (بليون دولار)                      | 124.21 مليار     | 4.60 مليار                                          |
| الناتج المحلي الإجمالي (تعادل القوة الشرائية) بليون دولار | 184.83 مليار     | 5.23 مليار                                          |
| الناتج المحلي الإجمالي الاسمي للفرد دولار أمريكي          | 4.10 ألف         | 8.39 ألف                                            |
| الناتج المحلي الإجمالي للفرد دولار أمريكي                 |                  | 12.53 ألف                                           |
| مؤشر التنمية البشرية                                      | 0.533            | 0.706                                               |
| رمز المكالمات الدولي                                      | +244             | +960                                                |
| رمز الإنترنت                                              | .ao              | .mv                                                 |
| المنطقة الزمنية                                           | ت ع م+01:00      | ت ع م+05:00                                         |

## منظمات دولية مشتركة
يشترك البلدان في عضوية مجموعة من المنظمات الدولية، منها:
| علم المنظمة | اسم المنظمة                        | تاريخ انضمام أنغولا | تاريخ انضمام المالديف |
| ----------- | ---------------------------------- | ------------------- | --------------------- |
|             | منظمة حظر الأسلحة الكيميائية       | ?                   | ?                     |
|             | مؤسسة التنمية الدولية              | 19 سبتمبر 1989      | 13 يناير 1978         |
|             | منظمة الشرطة الجنائية الدولية      | ?                   | ?                     |
|             | منظمة التجارة العالمية             | ?                   | ?                     |
|             | الأمم المتحدة                      | 1 ديسمبر 1976       | 21 سبتمبر 1965        |
|             | البنك الدولي للإنشاء والتعمير      | 19 سبتمبر 1989      | 13 يناير 1978         |
|             | يونسكو                             | 11 مارس 1977        | 18 يوليو 1980         |
|             | وكالة ضمان الاستثمار متعدد الأطراف | 19 سبتمبر 1989      | 19 مايو 2005          |
|             | الاتحاد الدولي للاتصالات           | 13 أكتوبر 1976      | 28 فبراير 1967        |
|             | مؤسسة التمويل الدولية              | 19 سبتمبر 1989      | 2 فبراير 1983         |
|             | الاتحاد البريدي العالمي            | ?                   | ?                     |

## وصلات خارجية
- موقع وزارة الخارجية الأنغولية
- موقع وزارة الخارجية المالديفية